# Championnats de Tunisie d'athlétisme 1979
Navigation
1978 1980
Les championnats de Tunisie d'athlétisme 1979 sont une compétition tunisienne d'athlétisme se disputant en 1979. Pour la première fois, le chronométrage est enregistré au centième de seconde.
Quatre records sont battus à cette occasion : le futur champion du monde juniors du  cross-country, Mohamed Ali Chouri, remporte le 3 000 m steeple en battant le record des cadets. Abdellatif Chekir améliore celui du saut à la perche. Sihem Abbes bat le record du 400 m haies, alors que le Stade tunisien enregistre la meilleure performance du relais 4 × 400 mètres au niveau des clubs. Notons également les doublés de Borni Ardhaoui (longues distances) et de Kawthar Akermi aux sauts en hauteur et longueur, en préparation des championnats d'Afrique d'athlétisme à Dakar où elle remportera la médaille d'or dans sa spécialité d'origine mais se classera septième au saut en longueur où elle remplace Zohra Azaïez ; elle se rattrape aux championnats panarabes d'athlétisme avec un nouveau doublé.   
Avec douze titres, la Zitouna Sports remporte le championnat devant l'Étoile sportive du Sahel (cinq titres).

## Palmarès
| Discipline            | Hommes                 | Hommes          | Femmes           | Femmes        |
| --------------------- | ---------------------- | --------------- | ---------------- | ------------- |
| 100 m                 | Hichem Zaouali         | 10 s 7          | Mouna Hichri     | 12 s 79       |
| 200 m                 | Hichem Zaouali         | 22 s 93         | Basma Gharbi     | 26 s 33       |
| 400 m                 | Amor Ghimaji           | 50 s 36         | Sarra Touibi     | 58 s 85       |
| 800 m                 | Mohamed Alouini        | 1 min 53 s 3    | Souad Derouiche  | 2 min 13 s 95 |
| 1 500 m               | Mahmoud Bouallegue     | 3 min 58 s 5    | Awatef Bouaziz   | 4 min 41 s 90 |
| 3 000 m               |                        |                 | Rachida Oueslati | 10 min 10 s 2 |
| 5 000 m               | Borni Ardhaoui         | 14 min 53 s 22  |                  |               |
| 10 000 m              | Borni Ardhaoui         | 31 min 19 s 51  | -                | -             |
| 100 m haies           |                        |                 | Hayet Hadfi      | 16 s 59       |
| 110 m haies           | Adel Yaâcoubi          | 15 s 44         | -                | -             |
| 400 m haies           | Faouzi Mkaddem         | 55 s 71         | Sihem Abbes      | 1 min 8 s 2   |
| 3 000 m steeple       | Mohamed Ali Chouri     | 9 min 14 s 1    | -                | -             |
| Relais 4 × 100 mètres | Zitouna Sports         | 44 s 98         | Zitouna Sports   | 52 s 58       |
| Relais 4 × 400 mètres | Stade tunisien         | 3 min 20 s 2    | Zitouna Sports   | 4 min 6 s     |
| Saut en longueur      | Abdessatar Mouelhi     | 7,01 m          | Kawthar Akermi   | 5,61 m        |
| Triple saut           | Mohamed Ben Abdellatif | 15,37 m         | -                | -             |
| Saut en hauteur       | Chiheb Achour          | 1,85 m          | Kawthar Akermi   | 1,68 m        |
| Saut à la perche      | Abdellatif Chekir      | 4,20 m          | -                | -             |
| Lancer du poids       | Néjib Dimassi          | 13,43 m         | Sawssen Chaâban  | 11,18 m       |
| Lancer du disque      | Taoufik Jenhani        | 41,20 m         | Fethia Jerbi     | 47,74 m       |
| Lancer du marteau     | Rachid Ben Cheikha     | 42,48 m         | -                | -             |
| Lancer du javelot     | Tarek Chaabani         | 70,088 m        | Wissem Chennoufi | 37,48 m       |
| 20 km marche          |                        |                 |                  |               |
| Décathlon             |                        |                 |                  |               |
| Pentathlon            |                        |                 |                  |               |
| Marathon              | Jilani Ouji            | 2 h 35 min 26 s |                  |               |